# Lycée du Saint-Esprit (Bujumbura)
Le Lycée du Saint-Esprit est une institution publique d’enseignement secondaire  dirigée par les pères Jésuites, dans la municipalité de Bujumbura, au Burundi. Situé dans la zone Gihosha et fondé en 1955 le lycée est mixte et offre un programme d’humanités générales.

## Histoire
Les premiers Jésuites arrivent au Rwanda (alors 'Ruanda') en 1952 à la demande plusieurs fois renouvelée du mwami Mutara III Rudahigwa, roi du Rwanda. Une école secondaire est ouverte par le père Léon Verwilghen (1915-2009), à Kabgayi qui était alors le siège du vicariat du Rwanda. En 1953-1954 ils sont 111 élèves, tous internes. 
Mais en 1955, le gouvernement belge, qui dirigeait le Rwanda et le Burundi en tant que territoire sous tutelle des Nations-Unies, obligea les Jésuites à déménager leur école à Usumbura (aujourd’hui Bujumbura), alors capitale coloniale du Rwanda-Burundi. C’est alors que fut fondé le « collège interracial d’Usumbura », connu sous le nom de « collège du Saint-Esprit » à partir de 1958. Le père Walthère Derouau (1904-2000) en est le recteur (233 élèves, presque tous internes)
Avec le soutien financier du gouvernement belge un ensemble magnifique de bâtiments fut construit sur une colline dominant la ville d’Usumbura (architecte : Roger Bastin). Le programme d’humanités est identique à ce qui est offert en Belgique. Le collège-internat est considéré comme le lieu par excellence pour la formation des élites du Rwanda et Burundi. 

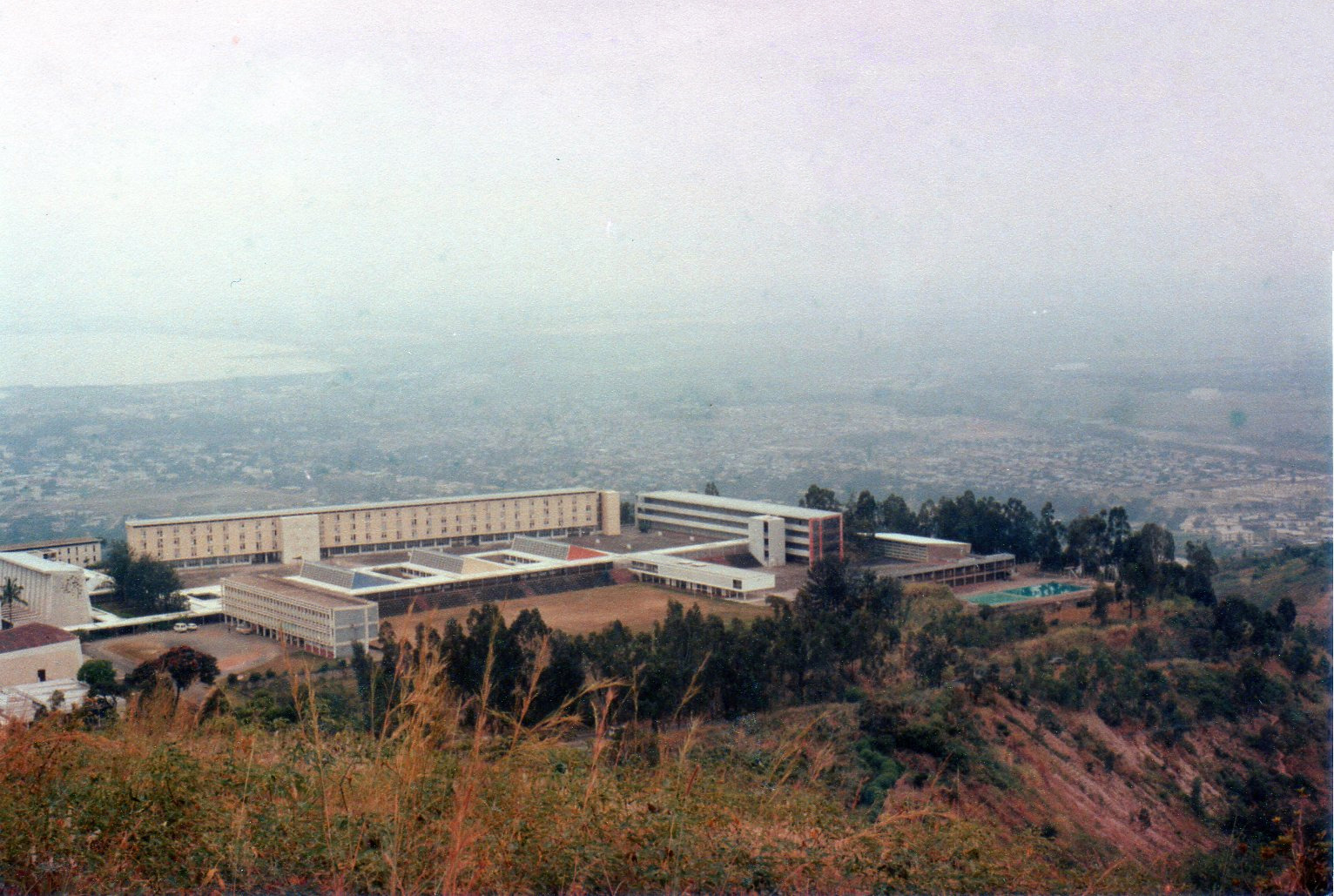
Les bâtiments de l'ancien collège du Saint-Esprit sont depuis 1983 le 'Campus Kiriri' de l'Université du Burundi

À partir de 1960 un programme d’études universitaires y est organisé par le père Walthère Derouau. Ce sont les facultés de lettres, d’économie et de sciences sociales, qui formeront le noyau initial de l’Université du Burundi.   Dès 1961 des facultés de médecine et de sciences naturelles y sont ajoutées. L’indépendance est proche (1962) et il est urgent de former des cadres et une élite sociopolitique pour le pays. Le ‘centre universitaire’ deviendra ‘Université officielle de Bujumbura’ par un arrêté royal de Mwambutsa IV le 10 janvier 1964. Le père Walthère Derouau en est le premier recteur.  
Sous le rectorat du père Gabriel Barakana (1912-1999), en 1967, le collège compte 441 élèves (dont 399 internes). La population scolaire est internationale. 
L’université étant en pleine expansion elle occupe progressivement l’entièreté de la colline (qui devient le ‘Campus Kiriri’). Ainsi, en 1983, le collège doit déménager et s’installe dans la plaine de Kamenge.  Bientôt un grave conflit avec le gouvernement fait que les Jésuites doivent quitter le collège. L’institution passe sous la direction laïque et est rebaptisé ‘Lycée de Kamenge’.  
En 1990 il est rétrocédé à la Compagnie de Jésus et devient en 1991 le ‘Lycée du Saint-Esprit’. Le père Guillaume Ndayisimiye Bonja en est le recteur. L’enseignement se fait en français, les autres langues étant le Kirundi, le Kiswahili et l’anglais.  Considéré comme un des meilleurs du pays (par ses résultats aux les examens nationaux de fin d’année) le collège compte 920 élèves.

## Liste des recteurs

### Collège du Saint-Esprit
- 1956-1961 : Walthère Derouau
- 1961-1964 : Jean-Marie Cardol
- 1964-1971 : Gabriel Barakana

### Lycée du Saint-Esprit
- 1990-2000 : Guillaume Ndayishimiye
- 2000-2001 : Ignace Samurenzi
- 2001-2003: Robert Albertijn
- 2003-2011: Ignace Samurenszi
- 2011-2016: Guillaume Ndayishimiye
- 2016-2018 : Bernard Karerwa
- 2018-2022: Felix Barutwanayo
- 2022- : Thierry Manirambona